# Automeris exigua
Automeris exigua är en fjärilsart som beskrevs av Lemaire 1977. Automeris exigua ingår i släktet Automeris och familjen påfågelsspinnare. Inga underarter finns listade i Catalogue of Life.